# Alberi monumentali dell'assisano
Gli alberi monumentali dell’assisano fanno parte di una vasta area che abbraccia il comprensorio di Assisi (Assisi, Bastia Umbra, Bettona, Cannara) e i comuni in cui insiste il Parco regionale del Monte Subasio (oltre ad Assisi, Spello, Nocera Umbra, Valtopina).
Gli esemplari arborei sono stati censiti dagli enti preposti in base a specifici criteri ed inseriti nei relativi elenchi ufficiali:
- Soprintendenza Archeologia, Belle Arti e Paesaggio dell’Umbria (SABAP Umbria) – Territorio, vincoli architettonici[1].

- Ministero delle politiche agricole alimentari e forestali (Mipaaf) - Elenco degli alberi monumentali d’Italia[2], istituito a seguito della legge 14 gennaio 2013, n. 10, "Norme per lo sviluppo degli spazi verdi urbani" e al decreto 23 ottobre 2014, "Istituzione dell'elenco degli alberi monumentali d'Italia e principi e criteri direttivi per il loro censimento"[3][4][5][6]. I criteri di monumentalità, specificati nella Guida alla valutazione del carattere di monumentalità[7], sono: a) pregio naturalistico legato all’età e alle dimensioni; b) pregio naturalistico legato a forma e portamento; c) valore ecologico; d) pregio naturalistico legato alla rarità botanica; e) pregio naturalistico legato all’architettura vegetale; f) pregio paesaggistico; g) pregio storico-culturale-religioso.

La competenza attuativa in materia è demandata alle Regioni tramite l'adozione di specifiche leggi regionali.
- Regione Umbria - Elenco degli alberi di rilevante e peculiare interesse, istituito con legge regionale 19 novembre 2001, n. 28, "Testo unico regionale per le foreste"[8].

Prima di essere soppressa nel 2011, la Comunità montana dei Monti Martani, Serano e Subasio, che all’epoca gestiva il Parco del Monte Subasio, realizzò un censimento del patrimonio arboreo di interesse dell’Umbria in collaborazione con Legambiente di Spoleto. Il progetto, denominato Patriarchi verdi, è oggi parte di uno dei due centri di documentazione ambientale della regione riconosciuti dall’ISPRA.
Gli elenchi istituzionali (Soprintendenza, Ministero, Regione Umbria, Comunità Montana) sono tra essi complementari poiché nessun loro elenco comprende esaustivamente gli elenchi dell’altra.
Dal 2019, Assisi fa parte della rete di città che hanno aderito al Progetto 400, nato da un'idea del botanico e biologo Francis Hallé e promosso dall'Università di Padova, per «mettere a dimora, studiare e preservare nei prossimi quattro secoli gli alberi monumentali del futuro».

## Lista AMI[12]
| Denominazione                        | Immagine | Nome scientifico       | Nome comune     | Altezza (in m) | Circonferenza tronco (in m) | Diametro chioma (in m) | Data impianto | Comune        | Località                                                            | Elenco           | Criteri di monumentalità |
| ------------------------------------ | -------- | ---------------------- | --------------- | -------------- | --------------------------- | ---------------------- | ------------- | ------------- | ------------------------------------------------------------------- | ---------------- | ------------------------ |
| Leccio n. 1 dell'Eremo delle Carceri |          | Quercus ilex           | Leccio          | 9              | 2                           | 4                      | secolare      | Assisi        | Eremo delle Carceri                                                 | Mipaaf           | a), g)                   |
| Leccio n. 2 dell'Eremo delle Carceri |          | Quercus ilex           | Leccio          | 23             | 3                           | 16                     | secolare      | Assisi        | Eremo delle Carceri                                                 | Mipaaf           | a), g)                   |
| Roverella di via Lorenzo Perosi      |          | Quercus pubescens      | Roverella       | 21             | 4,8                         | 30                     |               | Assisi        | Via Lorenzo Perosi                                                  | Mipaaf           | a)                       |
| Tasso del conte Pucci                |          | Taxus baccata          | Tasso           | 12,5           | 4,5                         | 4,5                    |               | Assisi        | Porta santa Chiara, via Borgo Aretino                               | Mipaaf           | a), b), f)               |
| Biancospino di Vallonica             |          | Crataegus monogyna     | Biancospino     | 6              | 4,8                         |                        |               | Assisi        | Monte Subasio, Rifugio di Vallonica                                 | Mipaaf           | a), b)                   |
| Cipressi di Villa Favelluta          |          | Cupressus sempervirens | Cipresso        |                |                             |                        |               | Assisi        | Petrignano di Assisi, Villa Favelluta                               | SABAP Umbria     |                          |
| Cipressi con edicola della Madonna   |          | Cupressus sempervirens | Cipresso        |                |                             |                        |               | Assisi        | Via san Damiano, angolo del muro di cinta della selva del santuario | SABAP Umbria     |                          |
| Cipresso di via Tiberio d'Assisi     |          | Cupressus sempervirens | Cipresso        |                |                             |                        |               | Assisi        | Via Tiberio d'Assisi                                                | SABAP Umbria     |                          |
| Cipressi in proprietà privata        |          | Cupressus sempervirens | Cipresso        |                |                             |                        |               | Assisi        | Cimitero di san Francesco e selva del convento                      | SABAP Umbria     |                          |
| Cipressi in proprietà privata        |          | Cupressus sempervirens | Cipresso        |                |                             |                        |               | Assisi        | Selva convento di san Francesco, Villino Mischel                    | SABAP Umbria     |                          |
| Cipressi in proprietà privata        |          | Cupressus sempervirens | Cipresso        |                |                             |                        |               | Assisi        | Declivio colle di Assisi                                            | SABAP Umbria     |                          |
| Cipressi in proprietà privata        |          | Cupressus sempervirens | Cipresso        |                |                             |                        |               | Assisi        | Via declivio della Rocca                                            | SABAP Umbria     |                          |
| Cipresso in proprietà privata        |          | Cupressus sempervirens | Cipresso        |                |                             |                        |               | Assisi        | Via delle carceri di san Francesco                                  | SABAP Umbria     |                          |
| Cipresso di Villa Fidelia            |          | Cupressus sempervirens | Cipresso        | 20             | 3,8                         | 10                     | 1850          | Spello        | Villa Fidelia                                                       | Regione Umbria   |                          |
| Ginepro di Canepine                  |          | Juniperus              | Ginepro         | 8              | 1,22                        | 5                      |               | Valtopina     | Canepine                                                            | Regione Umbria   |                          |
| Roverella di san Masseo              |          | Quercus pubescens      | Roverella       | 26             | 4,35                        | 26                     | secolare      | Assisi        | Via san Masseo                                                      | Patriarchi verdi |                          |
| Pini domestici di Petrignano         |          | Pinus pinea            | Pino            | 28/30          | 3,2                         | 25/26                  | 1908          | Assisi        | Petrignano, via dei Pini                                            | Patriarchi verdi |                          |
| Rosmarino di Onelia                  |          | Rosmarinus officinalis | Rosmarino       |                | 0,75                        | 5                      | 1950          | Assisi        | Rocca sant'Angelo                                                   | Patriarchi verdi |                          |
| Roverella di Capodacqua              |          | Quercus pubescens      | Roverella       | 30             | 4,08                        | 27,5                   | secolare      | Assisi        | Capodacqua di Assisi, via Pieve di sant’Apollinare                  | Patriarchi verdi |                          |
| Tiglio di monte Cinque Querce        |          | Tilia cordata          | Tiglio          | 20             | 3,62                        | 17                     |               | Bettona       | Monte Cinque Querce                                                 | Regione Umbria   |                          |
| Aceri campestri di Sorifa            |          | Acer campestre         | Acero campestre | 18/19          | 2,2-2,5                     | 12                     |               | Nocera Umbrea | Sorifa, loc. Ceresole e Le Prata                                    | Patriarchi verdi |                          |
| Cipresso n. 1 del cimitero           |          | Cupressus sempervirens | Cipresso        | 19/20          | 4                           | 5,5                    | secolare      | Nocera Umbrea | Cimitero urbano comunale                                            | Patriarchi verdi |                          |
| Cipressi n. 2 del cimitero           |          | Cupressus sempervirens | Cipresso        | 22             | 3,35                        |                        | secolare      | Nocera Umbrea | Cimitero urbano comunale                                            | Patriarchi verdi |                          |
| Mandorlo di Curasci                  |          | Prunus dulcis          | Mandorlo        |                | 2,8                         | 15/16                  |               | Nocera Umbrea | Stravignano                                                         | Patriarchi verdi |                          |
| Cerqua di Zucca                      |          | Quercus pubescens      | Roverella       | 18             | 3,5                         | 23                     |               | Nocera Umbra  | Sorifa                                                              | Patriarchi verdi |                          |
| Bagolaro della Chiona                |          | Celtis australis       | Bagolaro        | 24             | 3,7                         | 23/24                  |               | Spello        | La Chiona, via Spineto                                              | Patriarchi verdi |                          |
| Cerqua di Maria                      |          | Quercus pubescens      | Roverella       | 30             | 4,1                         | 25                     |               | Spello        | La Chiona, via san Fortunato (prima traversa)                       | Patriarchi verdi |                          |
| Roverella di via Banche              |          | Quercus pubescens      | Roverella       | 26             | 3,5/3,6                     | 24                     |               | Spello        | Via Banche                                                          | Patriarchi verdi |                          |
| Gingko Progetto 400                  |          | Ginkgo biloba          | Gingko          |                |                             |                        | 2019          | Assisi        | Parco Regina Margherita, viale Umberto I                            | Progetto 400     |                          |